# Potenza virtuale
Potenza virtuale (Virtual Weapon, conosciuto anche come Cyberflic) è un film del 1997 diretto da Antonio Margheriti (con lo pseudonimo Anthony M. Dawson) ed interpretato da Terence Hill. Coproduzione Italia-USA, è l'ultimo film diretto da Margheriti e non è mai stato distribuito nelle sale italiane.

## Trama
Dopo sette anni di assenza, il detective Bill Skims torna a Miami: ad attenderlo trova il suo collega Mike. In auto, i due vengono attaccati da una banda armata ma restano illesi; riescono a catturare uno dei banditi: si tratta di Stephen Zantec, terrorista internazionale. Alla stazione di polizia, Mike e Skims incontrano il capitano Sam Shepard.
Mike accompagna Skims nell'abitazione destinatagli dal dipartimento di polizia. Skims trova un cesto di frutta e un'audiocassetta come omaggio, che inserisce subito nello stereo. Mike però si accorge che qualcosa non va e seguito dal compagno si allontana rapidamente dall'abitazione, che dopo pochi secondi esplode. Mike e Skims riescono a sapere da Zantec che Van Axel si trova in una tenuta sulla costa, ed ha intenzione di organizzare un party. I due si introducono alla festa e Skims riesce ad ascoltare un meeting di affari di Van Axel, in cui quest'ultimo presenta a potenziali compratori l'esplosivo XR4000, molto potente e difficile da individuare. Viene scoperto, ma riesce a liberarsi degli uomini di Van Axel.
Frattanto Van Axel riesce a demolire un palazzo: poco prima dell'esplosione si sente lo stesso brano che aveva preceduto lo scoppio della casa di Skims. Lily registra l'accaduto ed analizza la scena con le sue apparecchiature insieme a Skims. Riescono a capire che all'interno del brano musicale ci sono alcuni ultrasuoni che innescano l'esplosivo, ma c'è ancora il problema di capire dove questo sia stato piazzato. I due poliziotti tentano un blitz notturno nell'impianto, e riescono a scoprire la riserva di esplosivo. Vengono però incastrati da Van Axel, che controlla l'edificio da una postazione informatica. Mike riesce ad uscire dall'edificio mentre Skims rimane coinvolto nell'esplosione.
Skims è dato per morto; Lily nota però qualcosa di strano nei suoi computer; è proprio Skims, che compare prima all'interno di un videogioco e poi esce letteralmente fuori dall'elaboratore: è diventato un ologramma. Chelo e Mike, inizialmente increduli, alla fine riconoscono il nuovo "detective virtuale". Intanto Zantec esce grazie al lavoro degli avvocati di Van Axel, e decide di rapire Lily per ricattare Mike. La bambina viene portata sul Leba, lo yacht di Van Axel. Il "vendicatore silenzioso" inverte la rotta riportando la barca nelle acque territoriali, ne trasmette alla polizia la posizione e sgomina gli uomini di Van Axel. Dopo che Mike sventa un ultimo inganno ordito dal criminale, ma ad un certo punto lo Skims virtuale sembra stare male e quindi scompare.
Nel luogo dell'esplosione viene ritrovato il detective, ancora vivo ma in stato di incoscienza, e la rianimazione ha portato alla scomparsa del suo alter ego virtuale. Skims ruba un'autoambulanza per raggiungere i suoi amici, ma un'auto della polizia lo intercetta: sono proprio Mike, Chelo e Lily. Skims e Chelo si baciano, mentre Mike e Lily finiscono a dirigere il traffico.

## Produzione
Il film è una coproduzione Italia - Stati Uniti. Il progetto fu originariamente ideato da Bruno Corbucci, autore della prima sceneggiatura, la quale venne poi rivista e modificata negli Stati Uniti da Ferdie Pacheco. Le riprese con gli attori furono realizzate a Miami in Florida, mentre le sequenze con modellini ed altri effetti speciali furono realizzate a Roma.
Il film "comincia come un poliziottesco d'azione per poi trasformarsi in una commedia fantasy a sfondo ipertecnologico." (Edoardo Margheriti). Secondo Edoardo Margheriti, "si tratta di uno dei peggiori film realizzati da mio padre, privo della sua verve e genialità, sia per quanto riguarda gli effetti speciali, sia per la stessa regia e la tecnica di ripresa. Uno dei motivi, oltre la fiacchezza della storia all'origine, va ricercato nel profondo disaccordo tra il produttore e Antonio".

## Distribuzione
Secondo Edoardo Margheriti, il figlio del regista Antonio Margheriti, "è senza dubbio il suo lavoro meno visto e peggio distribuito. Nelle sale cinematografiche italiane non è mai arrivato facendo solo un paio di fugaci apparizioni su canali satellitari, mentre, sino al 2006, si potevano trovare videocassette e DVD solo sul mercato tedesco." Nel 2006 la Hobby & Work lo pubblica in DVD nella collezione Bud Spencer & Terence Hill, mentre dal 2014 è disponibile in un DVD edito dalla CG Entertainment.